# Caspar Adam von Lepel
Caspar Adam von Lepel (auf Grambow), född 1662 i Strohkirchen i Mecklenburg, död i slutet av april 1710 i Köpenhamn i Danmark, var en dansk militär av mecklenburgsk härkomst.

## Biografi
Caspar Adam von Lepel, som tillhörde den från Pommern härstammande ätten Lepel, föddes i Strohkirchen i Mecklenburg som äldste son till överhovmästaren Joachim Ernst von Lepel och Elisabeth Auguste von Moltke. Inte mycket är känt om Lepels tidiga liv och karriär, men han gick i dansk militärtjänst och utsågs den 18 augusti 1703 till major i 1. Danske Infanteriregiment som var en del av de danska hjälptrupper som hyrdes ut till den tysk-romerske kejsaren Leopold I under spanska tronföljdskriget. Våren 1704 avmarscherade hjälpkåren till Ungern för att delta i kampen mot Rákóczys ungerska uppror. Vintern 1704–1705 tillbringades i kvarter i det fientliga Bayern och 1705 återvände trupperna till Ungern. Där deltog de den 15 november 1705 i slaget vid Zsibó.
Då den danska kungen Fredrik IV planerade att åter bege sig in i stora nordiska kriget genom att invadera Skåne, påbörjade den ungerska hjälpkåren under 1708 en återmarsch till Danmark. Den 5 oktober 1709 anlände 1. Danske Infanteriregiment till Köpenhamn från Ungern. Vid denna tidpunkt var han överste och chef för regementet. Den 15 februari 1710 fick Lepel order om att samla en bataljon av regementets bästa kompanier för att föra över dessa till Helsingborg för att förstärka den invasionsarmé som landstigit i Skåne i november 1709 och den 19 februari var dessa trupper på plats i Skåne. Där avlöste de en bataljon ur Jyske Regiment i belägringen av Landskrona, men blev strax därefter beordrade att bryta belägringen för att bege sig till Lund för att ansluta sig till huvudarmén. Tillsammans med huvudarmén följde bataljonen med i återmarschen tillbaka till Helsingborg. Där förenades den med regementets återstående bataljon som först över till Skåne den 25 februari.
De danska och svenska arméerna möttes vid slaget vid Helsingborg den 10 mars 1710 (enligt gregorianska kalendern) där Lepels regemente ursprungligen var placerat i andra linjen i den danska centern. I början av slaget flyttades regementet däremot till den danska vänsterflygeln på överbefälhavaren Jørgen Rantzaus order då han vid denna tidpunkt misstänkte att det svenska angreppet skulle komma där. Huvudstriderna kom istället att utspela sig på danska högerflygeln och Lepels regemente kom inte i strid förrän i slagets slutskede. Vid denna tidpunkt hade redan stora delar av den danska armén tagit till flykten och Lepels regemente retirerade till Helsingborg. Därifrån fördes de den 14 mars över till Helsingör. Väl tillbaka i Danmark avled Lepel av okänd orsak i Köpenhamn i slutet av april.
Lepel gifte sig 1704 med Sophie Brockenhuus, men paret fick inga barn. Lepel begravdes den 9 maj 1710 i Köpenhamn.